# 下東康幸
下東 康幸（しもひがし やすゆき、1950年 - ）は、日本の化学者、九州大学大学院理学研究院教授。

## 研究分野
専門分野は生物化学であり、特に神経ペプチドをはじめとする、受容体起動の分子機構の解明が主な研究テーマである。従来は女性ホルモン受容体を介して作用するとされてきた、環境ホルモンのビスフェノールA受容体の発見は重要な功績とされている。エストロゲン関連受容体γのヒト体内組織分布に関する論文は、掲載誌の引用論文トップ50にランクインした。
受容体科学の権威であるイタリア国立衛生研究所のトマソ・コスタ (Tommaso Costa)（過去3年間文部省の国際学術研究）、福岡大学、神経生理学の権威であるカナダ・ダルハウジー大学のマイナーザーゲン (Ian A Meinertzhagen) などと共同研究している。また製薬会社と受容体拮抗薬の設計原理開発などの共同研究を行い、創薬、医薬診断の分子基盤創成への活用方法として連携を図っている。
発表論文は、原著論文が207、著書7、総説17、その他204報に及ぶ。
日本生化学会、日本化学会、日本ペプチド学会、日本比較生理生化学会、日本内分泌撹乱化学物質学会（環境ホルモン学会）、日本ケミカルバイオロジー学会、有機合成化学協会などに所属し、日本化学会においては2011年度の「学術賞・進歩賞」選考員会委員を務めた。
2011年4月より九州大学の学内共同教育研究施設として設置された「リスクサイエンス研究センター」のセンター長として「リスクサイエンス学」の基盤確立に努めることとなった。研究センターのフォーラムは一般公開され、内分泌攪乱物質（環境ホルモン）について広く啓蒙している。

### 受賞
- 平成23年度日本生化学会「JB論文賞」、日本生化学会、2011年10月
- 日本ペプチド学会・学会賞、日本ペプチド学会、2011年9月
- 有機合成化学協会九州山口支部奨励賞、有機合成化学協会九州山口支部、1990年12月

## 履歴

### 学歴
- 宮崎県立都城西高等学校卒業
- 1973年3月 - 九州大学理学部化学科卒業
- 1975年3月 - 九州大学大学院理学研究科化学専攻修士課程修了
- 1978年3月 - 九州大学大学院理学研究科化学専攻博士課程修了
- 1980年7月 - アメリカ・国立衛生研究所 (NIH) 客員研究員

### 職歴
- 1992年 - 九州大学理学部化学科助教授
- 1997年 - 九州大学教授（2016年3月定年退職）

### 九州大学の各種委員・役職等
- 2003年4月 全学教育実施委員会、2005年3月まで
- 2003年4月 九州大学学生後援会評議会・理事会、2008年3月まで
- 2004年7月 副研究院長、2010年6月まで
- 2004年4月 大学評価専門委員会（旧称：点検・評価専門委員会）、2011年3月まで
- 2006年4月 九州大学アイソトープ総合センター・箱崎地区実験室長、2014年3月まで（予定）
- 2008年4月 九州大学学生後援会運営委員会・理事会、2012年3月まで
- 2008年4月 九州大学百周年記念事業専門委員会、2014年12月まで（予定）
- 2010年4月 評議員、2014年3月まで（予定）
- 2011年4月 九州大学リスクサイエンスセンター（センター長）、2015年3月まで（予定）
- 2012年4月 九州大学学生後援会理事会・理事、2013年3月まで（予定）